# Diego Perrone
Diego Rafael Perrone Vienes (født 17. november 1979 i Montevideo, Uruguay) er en uruguayansk tidligere fodboldspiller (angriber).
Perrone spillede størstedelen af sin karriere i hjemlandet, hvor han blandt andet repræsenterede to af de store Montevideo-klubber, Nacional og Danubio. Han vandt det uruguayanske mesterskab med Danubio i 2004. Han havde også udlandsophold hos blandt andet Catania i Italien, paraguayanske Olimpia samt Lugano i Schweiz.
Perrone spillede desuden fem kampe for Uruguays landshold, alle i 2003. Han scorede to mål i de fem kampe, begge i en venskabskamp mod Mexico.

## Titler
Primera División Uruguaya
- 2004 med Danubio